# Phalaenopsis speciosa
Phalaenopsis speciosa — эпифитное трявянистое моноподиальное растение семейства Орхидные.
Вид не имеет устоявшегося русского названия, в русскоязычных источниках используется научное название Phalaenopsis speciosa.

## Синонимы
- Phalaenopsis speciosa var. christiana Rchb.f. 1882
- Phalaenopsis speciosa var. imperatrix Rchb.f. 1882
- Polychilos speciosa (Rchb.f.) Shim 1982

## Естественныевариации
- Phalaenopsis speciosa var. christiana Rchb.f.
- Phalaenopsis speciosa var. imperatrix Rchb.f.
- Phalaenopsis speciosa var. speciosa

## Биологическое описание
Моноподиальный эпифит средних размеров. 

Стебель укороченный, полностью скрыт основаниями листьев. 

Листья 15-20 см длиной, 6-8 см шириной. 

Цветонос метельчатый, свисающий. Длиной до 30 см. 
 Цветки белого цвета, с фиолетово-бордовым расплывчатым пятном, ароматные. Очень изменчивая окраска цветов. 
 От Phalaenopsis pulchra отличается деталями строения цветка.

## Ареал, экологические особенности
Андаманские и Никобарские острова 
На стволах и ветвях высоких деревьев и манграх. 
 Количество осадков в местах естественного произрастания имеет сезонные колебания: с января по апрель 25-100 мм, с мая по декабрь 180—330 мм.

## В культуре
Температурная группа — тёплая. В природе этот вид растет при дневных температурах 30-33 °C и ночных: 25 °C. Влажность воздуха 80-91 %.
Общая информация о агротехнике в статье Фаленопсис.